# 沙尔诺
沙尔诺（法語：Charnod，法語發音：[ʃaʁno]）是法国汝拉省的一个市镇，属于隆斯勒索涅区。

## 地理
沙尔诺（46°20'0"N, 5°29'22"E）面积5.17 平方千米，位于法国勃艮第-弗朗什-孔泰大區汝拉省，该省份为法国东部内陆省份，北起上索恩省，西北接科多尔省，西临索恩-卢瓦尔省，南至安省，东与杜省和瑞士接壤。
与沙尔诺接壤的市镇（或旧市镇、城区）包括：沃布勒-瓦尔凡、阿罗马、蒙兰西亚。

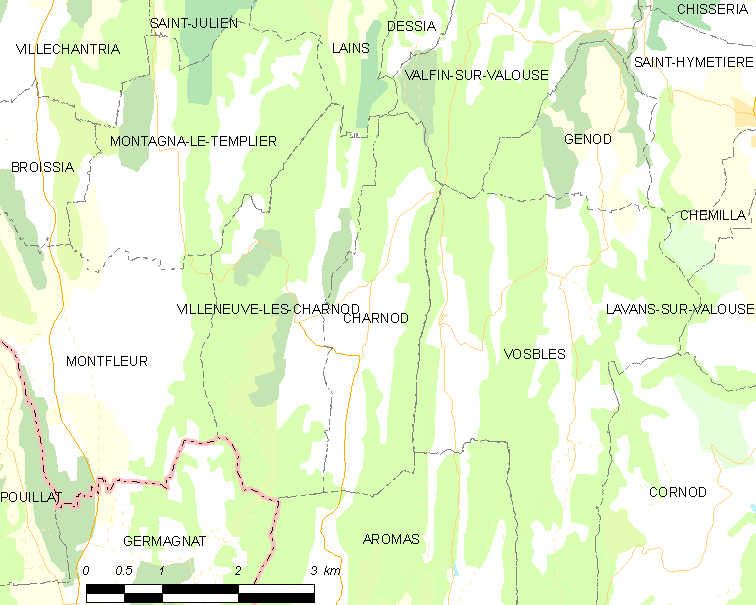
沙尔诺的OSM定位图

沙尔诺的时区为UTC+01:00、UTC+02:00（夏令时）。

## 行政
沙尔诺的邮政编码为39240，INSEE市镇编码为39111。

## 政治
沙尔诺所属的省级选区为穆瓦朗昂蒙塔涅县。

## 人口

1962-2008年间沙尔诺人口变化图示

沙尔诺于2022年1月1日时的人口数量为37人。